# بری ماندی
بری ماندی (به انگلیسی: Barry Munday) فیلمی محصول سال ۲۰۱۰ و به کارگردانی کریس دی آرنزو است. در این فیلم بازیگرانی همچون پاتریک ویلسون، جودی گریر، کلویی سونی، جین اسمارت، سیبل شفرد، شیا ویگهام، میسی پایل، کریستوفر مک‌دونالد، بیلی دی ویلیامز، مالکوم مک‌داول، کالین هنکس، می ویتمن، کایل گاس، امیلی پروتکتر، مت وینستون، سم پنکیک و رزاق ادوتی ایفای نقش کرده‌اند.